# Rhytionanthos
Rhytionanthos es un género que tiene asignada once especies de orquídeas, de la tribu Dendrobieae de la familia (Orchidaceae). Son nativas de Malasia. 

## Especies
- Rhytionanthos aemulum
- Rhytionanthos bootanense
- Rhytionanthos cornutum
- Rhytionanthos mirum
- Rhytionanthos nodosum
- Rhytionanthos plumatum
- Rhytionanthos rheedei
- Rhytionanthos spathulatum
- Rhytionanthos sphaericum
- Rhytionanthos strigosus
- Rhytionanthos unciniferum